# Nanshin-ron

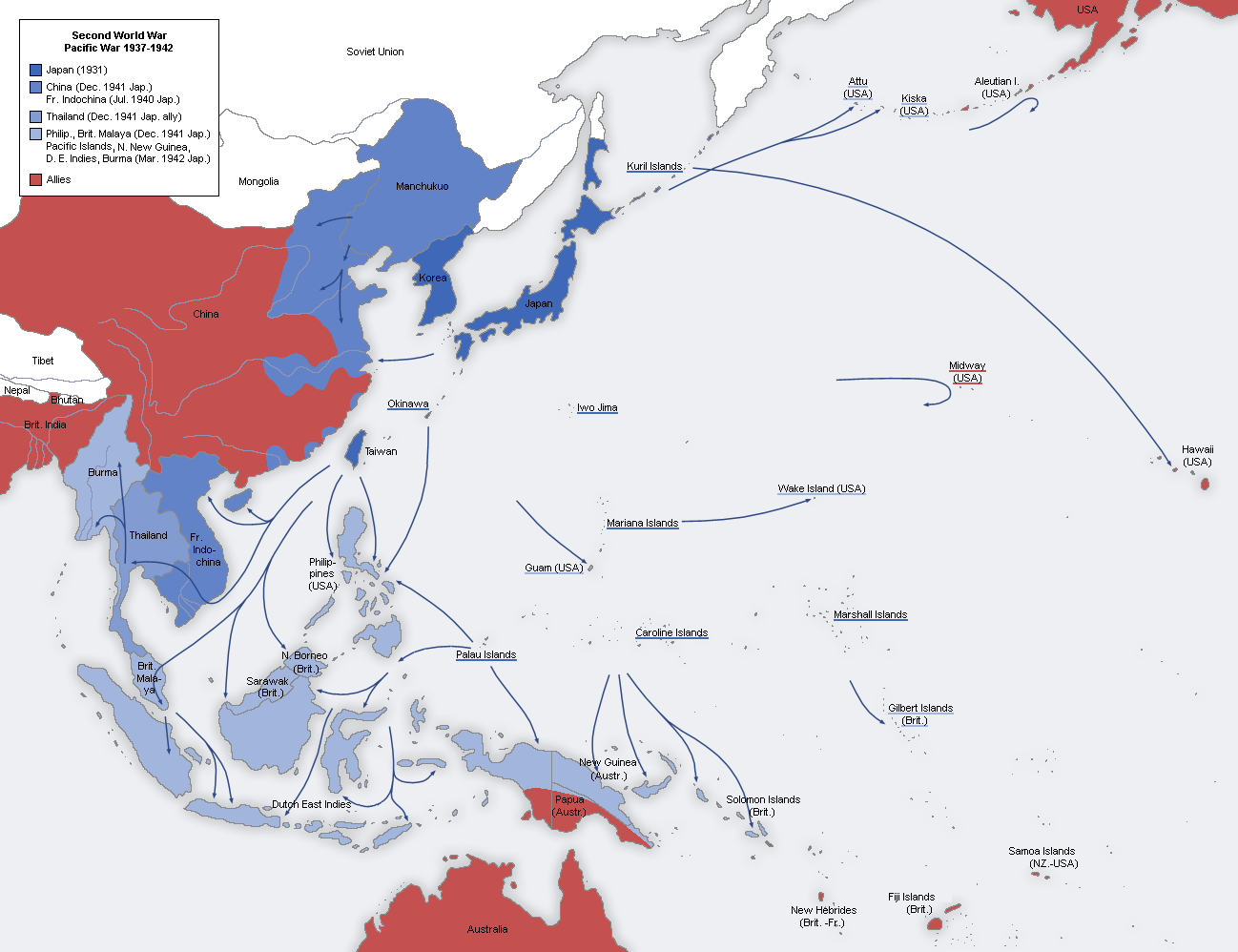
Mouvements d'expansion japonais dans le Pacifique et en Asie du Sud-Est après l'abandon du (invasion de l'Extrême-orient soviétique).

La doctrine d'expansion vers le Sud (南進論, Nanshin-ron) est une doctrine politique de l'empire du Japon qui pose que l'Asie du Sud-Est et les îles du Pacifiques appartiennent à la sphère d'influence du Japon et que la valeur potentielle pour l'empire japonais de l'expansion économique et territoriale dans ces domaines est plus important qu'ailleurs.
Cette doctrine politique est diamétralement opposée à celle du hokushin-ron (doctrine d'expansion vers le Nord) (北進論) largement soutenue par l'armée impériale japonaise qui partage la même vision idéologique sauf en ce qui concerne la Mandchourie et la Sibérie. Après les revers militaires de Nomonhan sur le front de Mongolie, la seconde guerre sino-japonaise et les attitudes occidentales négatives à l'égard des tendances expansionnistes japonaises, la doctrine d'extension au Sud est remplacée afin de procurer des ressources coloniales en Asie du Sud-Est et de neutraliser la menace posée par les forces militaires occidentales dans le Pacifique.

## Genèse de l'ère Meiji
La « doctrine d'expansion vers le Sud » est d'abord vaguement définie. Elle apparaît peut-être au cours des dernières années de l'époque d'Edo lorsque les dirigeants de la restauration de Meiji décident que le Japon doit poursuivre une politique impérialiste dans une dynamique d'émulation des nations européennes afin d'atteindre l'égalité de statut avec l'Occident. Comme les puissances européennes revendiquent des territoires toujours plus proches des îles japonaises, la « doctrine d'expansion vers le Sud » occupe une place de plus en plus importante dans la politique et la diplomatie japonaises du début du ère Meiji.
Dans sa phase initiale, la « doctrine d'expansion vers le Sud » est principalement orientée sur l'Asie du Sud-Est. La grande majorité des émigrants japonais en Asie du Sud-Est au cours de l'ère Meiji sont des prostituées (Karayuki-san) qui travaillent dans des maisons closes en Malaisie britannique, à Singapour, aux Philippines, dans les Indes orientales néerlandaises et en Indochine française. Cependant, au début du XXe siècle, des entreprises privées japonaises commencent à participer au commerce dans la région et le Gaimushō établit des consulats à Manille (1888), Singapour (1889) et Batavia (1909). Des communautés de marchands japonais émigrés se créent dans de nombreuses zones où elles vendent des biens divers aux clients locaux, et des investissements japonais de grande ampleur ont lieu en particulier dans les plantations de caoutchouc, de coprah et de chanvre en Malaisie et à Mindanao dans le sud des Philippines.
L'industrialisation croissante du Japon entraîne la prise de conscience de la dépendance du pays (et donc sa vulnérabilité) par rapport à l'approvisionnement en de nombreuses matières premières à partir d'emplacements à l'étranger en dehors de son contrôle direct. La nécessité de promouvoir les échanges commerciaux, de développer et de protéger les routes maritimes et d'encourager officiellement l'émigration afin d'alléger la surpopulation apparaît en même temps que le renforcement de la marine impériale japonaise qui donne au Japon la force militaire de projeter sa puissance pour protéger ces intérêts à l'étranger en cas d'échec de la diplomatie.

## Pacifique du Sud
L'annexion formelle et l'incorporation des îles Bonin et de Taïwan dans l'empire japonais à la suite de l'expédition de Taïwan de 1874 peut être considérée comme un premier pas dans la mise en œuvre de la « doctrine d'expansion vers le Sud » en termes concrets.
Cependant, la Première Guerre mondiale affecte profondément la « doctrine d'expansion vers le Sud ». Le Japon est en mesure d'occuper les vastes régions du Pacifique anciennement contrôlées par l'empire allemand à savoir les îles Caroline, les îles Mariannes, les îles Marshall et Palaos. En 1919, ces groupes d'îles deviennent officiellement un mandat de la Société des Nations du Japon et passent sous l'administration de la marine impériale japonaise. L'objectif de la « doctrine d'expansion vers le Sud » s'élargit pour inclure ces groupes d'îles (Nan'yo) dont le développement économique et militaire est considéré à son tour comme essentiel pour la sécurité du Japon.

## Développement théorique
Les penseurs et écrivains nationalistes de l'ère Meiji soulignent les relations du Japon avec la région du Pacifique depuis la navigation de commerce des navires au sceau rouge au XVIIe siècle et l'immigration japonaise et l'installation de colonies (les nihonmachi) au cours de la période précédant la politique d'isolement mise en place par le bakufu du shogunat Tokugawa. Certains chercheurs tentent de trouver des preuves archéologiques ou anthropologiques d'un lien racial entre les japonais du sud de Kyūshū (c'est-à-dire Kumaso) et les peuples des îles du Pacifique.
Dans les années 1920 et 1930, la « doctrine d'expansion vers le Sud » est venu est peu à peu officialisée, en grande partie grâce aux efforts du « groupe aéronaval du Sud » de la Marine impériale japonaise, laboratoire d'idées stratégique basé à l'Université impériale Taihoku. Beaucoup de professeurs de l'université sont des officiers d'active ou d'anciens officiers de la marine, ayant une expérience directe dans les territoires en question. L'Université publie de nombreux rapports faisant la promotion des avantages des investissements et de l'installation dans les territoires sous contrôle de la Marine.
La faction anti traité de Londres (han-johaku ha) de la faction du traité dans la marine japonaise met en place un « Comité d'études des politiques vers les mers du Sud » (Tai Nan-yo Hosaku Kenkyu-kai) pour explorer les stratégies militaires et d'expansion économique et coopère avec le ministère des Affaires coloniales (Takumu-sho) pour souligner le rôle militaire de Taiwan et de la Micronésie comme bases avancés d'expansion vers le Sud.

## Développement économique
En 1920, le ministère des Affaires étrangères convoque le Nan-yo Boeki kaigi (« Conférence sur le commerce dans les mers du Sud »), afin de promouvoir le commerce des mers du Sud et publie en 1928 le Boeki Kigyo oyobi Imin yori mitaru Nan'yo (« Les Mers du Sud en vue du commerce et de l'émigration »). Le terme Nan-yo Kokusaku (« politique nationale vers les mers du Sud ») apparaît.
Le gouvernement japonais parraine plusieurs sociétés dont la Nan'yo Takushoku Kabushiki Kaisha (« Société de colonisation des mers du Sud »), la Nanyo Kohatsu Kabushiki Kaisha (« Société de développement des mers du Sud »), la Nan yo Kyokai (« Société des mers du Sud ») et d'autres avec un mélange de fonds privés et publics pour le développement de l'industrie minière du phosphate, du sucre de canne et de la noix de coco dans les îles et pour aider les émigrants. Des sociétés japonaises sont établies à Rabaul, en Nouvelle-Calédonie, aux Fidji et aux Nouvelles Hébrides en 1932 ainsi qu'à Tonga en 1935.
Le succès de la Marine dans le développement économique de Taiwan et le mandat du Pacifique Sud à travers des alliances entre les officiers militaires, les technocrates, les capitalistes et les intellectuels de gauche comme de droite contraste fortement avec les échecs de l'armée dans la partie continentale de la Chine.

## Militarisation croissante
Le traité naval de Washington limite la taille de la marine japonaise et précise également l'interdiction d'établir de nouvelles bases et fortifications militaires dans des territoires ou colonies d'outre-mer. Cependant, dans les années 1920, le Japon a déjà commencé la construction secrète de fortifications à Palau, Tinian et Saipan.
Afin d'échapper à la surveillance des puissances occidentales, elles sont camouflées comme des lieux de séchage des filets de pêche ou de noix de coco, de riz ou de canne à sucre et la Nan'yo Kohatsu Kaisha (« Société de développement des mers du Sud »), assume la responsabilité de la construction en coopération avec la Marine.
Ce mouvement de construction s'intensifie après le traité naval de Londres encore plus restrictif de 1930. Par ailleurs, l'importance croissante de l'aviation militaire conduit le Japon à considérer la Micronésie comme étant d'une importance stratégique en tant que chaîne de « porte-avions insubmersibles » protégeant le Japon et comme base d'opérations pour les opérations dans le sud-ouest du Pacifique.
La Marine commence également à examiner l'importance stratégique du territoire de Papouasie-Nouvelle-Guinée à Australie, conscient que l'annexion de ces territoires par l'Australie est en grande partie motivée dans la tentative d'obtenir une importante ligne de défense.

## Adoption comme politique nationale
La « doctrine d'expansion vers le Sud » est officiellement adoptée comme politique nationale avec la promulgation du Toa tibia Shitsujo (« Nouvel ordre en Asie de l'Est ») à partir de 1936 à la « Conférence des ministres des Cinq » (en présence du Premier ministre, du ministre des Affaires étrangères, du ministre des Finances, du ministre de l'armée et du ministre de la Marine) avec la résolution de progresser pacifiquement vers le Sud.
La doctrine fait également partie de la base doctrinale de la sphère de coprospérité de la grande Asie orientale proclamée par le premier ministre Fumimaro Konoe à partir de juillet 1940. Les régions de l'Asie du Sud-Est riches en ressources sont affectées à la fourniture de matières premières pour l'industrie du Japon et l'océan Pacifique doit devenir un « lac japonais ». En septembre 1940, le Japon occupe le nord de l'Indochine française et en novembre, le bureau des îles du Pacifique (Nan'yo Kyoku) est créé par le ministère des Affaires étrangères. Bien que les événements de la guerre du Pacifique de décembre 1941 éclipsent le développement de la « Doctrine de l'expansion vers le Sud », le ministère de la Grande Asie orientale est créé en novembre 1942 et une conférence de la grande Asie orientale se tient à Tokyo en 1943. Pendant la guerre, la majeure partie des efforts diplomatiques du Japon reste orientée vers l'Asie du Sud-Est. La « doctrine d'expansion vers le Sud » prend fin avec la défaite du Japon à l'issue de la Seconde Guerre mondiale.

## Source de la traduction
- (en) Cet article est partiellement ou en totalité issu de l’article de Wikipédia en anglais intitulé « Nanshin-ron » (voir la liste des auteurs).